# Jean-Pierre Graber
Pour les articles homonymes, voir Graber.
Jean-Pierre Graber, né le 8 juillet 1946 à La Ferrière (originaire de Sigriswil), est une personnalité politique suisse membre de l'Union démocratique du centre après avoir été membre du Parti socialiste puis du Parti libéral-PPN.

## Biographie

### Origines et famille
Jean-Pierre Graber naît le 8 juillet 1946 à La Ferrière (limitrophe de La Chaux-de-Fonds), dans le canton de Berne,. Il est originaire de Sigriswil, dans le même canton. Il a un frère, Rolf, député libéral au Grand Conseil du canton de Neuchâtel.
Il est marié à Liliane Clerc depuis 1972 et père de deux enfants, dont la députée UDC au Grand Conseil du canton de Berne Anne-Caroline Graber.

### Enfance, études et parcours professionnel
Sa famille déménage à Tramelan lorsqu'il est âgé de 6 ans, puis au Locle, dans le canton de Neuchâtel, quelques années plus tard. Après l'école secondaire au Locle, il obtient un diplôme puis une maturité à l'École supérieure de commerce de La Chaux-de-Fonds. Il poursuite ses études à l'Université de Neuchâtel, où il obtient une licence en sciences économiques en 1970 puis une licence en sciences politiques en 1971.
Il enseigne au Locle, puis devient assistant à l'Université de Neuchâtel de 1973 à 1975. Il y soutient en 1982, sous la direction des professeurs Jean-François Aubert et E. Welbel, une thèse de doctorat intitulée Périls totalitaires en Occident.
Il est directeur de l'École supérieure de commerce de La Neuveville de 1983 à 2011.

### Armée et sport
Il a le grade d'appointé à l'armée.
Il est champion neuchâtelois de cross-country à trois reprises.

## Parcours politique
Il est élu socialiste au Conseil général (législatif) du Locle de janvier 1967 à juin 1979 et au Grand Conseil du canton de Neuchâtel de mai 1969 à juin 1979. Il est le plus jeune député de l'hémicycle lors de son premier mandat. Il démissionne du Parti socialiste en 1979.
Il est élu du libéral au Grand Conseil neuchâtelois de mai 1981 à avril 1984. Il préside le parti libéral neuchâtelois à partir de 1981.
Il adhère à l'UDC en 1987 et siège au Conseil de ville de La Neuveville de janvier 1989 à juillet 1992 puis au Conseil municipal (exécutif) d'août 1992 à décembre 2004, où il est responsable des finances.
Il est élu au Conseil national comme représentant du canton de Berne en 2007. Il y siège à la Commission des finances (CdF).
Il n'est pas réélu en 2011, mais accède à nouveau à la chambre basse de l'Assemblée fédérale en mars 2015 à la suite de la démission de Hansruedi Wandfluh. Il siège cette fois au sein de la Commission de gestion (CdG). Il ne se représente pas en octobre 2015.

### Positionnement politique
Dans son ouvrage intitulé Les périls totalitaires en Occident (La pensée universelle, 1983), il cherche à identifier et à analyser les causes et les processus qui sont, selon lui, en train de conduire nos sociétés occidentales au totalitarisme. Selon Jean-Pierre Graber, elles veulent de plus en plus ignorer l'avertissement de Denis de Rougemont : "La dictature n'exige pas d'imagination, il suffit de se laisser glisser." Le totalitarisme est plus proche de la nature humaine que la démocratie, institution fragile par excellence. Les libertés individuelles ne doivent leur existence et leur survie qu'à certaines valeurs, structures et conditions. Le drame est qu'aujourd'hui ces dernières s'effritent à un rythme accéléré sous l'effet de plusieurs évolutions sociales et culturelles de ce temps. Jean-Pierre Graber décrit les processus et mécanismes qui, selon lui, risquent de mener les démocraties occidentales à de nouveaux totalitarismes, les pires peut-être que l'humanité aura jamais connus.
Il se méfie de la mondialisation en cours parce qu'il estime que ce processus pourrait conduire à un totalitarisme planétaire.
Il est antiséparatiste sur la question jurassienne.

## Autres activités
Il est président de Radio Jura bernois de 1983 à 1990 et membre du Conseil suisse de la presse depuis 2000.